# 中部自動車学校 (福井県)
中部自動車学校（ちゅうぶじどうしゃがっこう）は、福井県越前市にかつて所在し、福井鉄道グループの福鉄商事株式会社（ふくてつしょうじ）が運営した福井県公安委員会指定自動車教習所。

## 所在地
〒910-0801 福井県越前市家久町57号3番地

## 取扱免許
- 中型自動車
- 大型特殊自動車
- 普通自動車
- 大型自動二輪車
- 普通自動二輪車

## 沿革
- 1964年 - 開校
- 1981年6月 - 福井鉄道が同校運営者である丸富商事（同校隣接地に現存する不動産事業者とは別法人格?）の株式を取得し、同社を連結子会社とする。
- 1994年12月 - 商号変更し、中部自動車興業となる。
- 2011年4月 - 中部自動車興業、武生タクシー、福鉄観光社が若越商事に吸収合併される。7月に若越商事が福鉄商事と商号変更。
- 2012年8月29日 福井県への事業廃止認可申請への県私立学校審議会の答申を受け自主廃校